# ب‌ام‌و سری ۳ (ای۲۱)
بی‌ام‌و سری ۳ (ای۲۱) (انگلیسی: BMW 3 Series) یک خودرو از ب ام و سری ۳ است.